# Hauptwolkenuntergrenze
Die Hauptwolkenuntergrenze (engl. ceiling) ist ein meteorologischer Begriff, der in der Luftfahrt besondere Beachtung findet. Sie  beschreibt die Höhe (über Grund oder Wasser) der Untergrenze der niedrigsten Wolkenschicht, die mehr als die Hälfte des Himmels bedeckt und sich unter 20.000 ft AGL (6000 Meter über Grund) befindet. Die Angabe erfolgt international einheitlich in ft AGL (above Ground Level). In der allgemeinen Meteorologie wird statt Hauptwolkenuntergrenze eher der anders definierte Begriff der Wolkenbasis benutzt, der als Basis für die Angaben in Flugwetterdienst bildet. Da die Bewölkung in der Meteorologie in Achteln gemessen wird, ist die fachgerechte Bezeichnung für mehr als die Hälfte eigentlich mehr als 4/8.
Die Hauptwolkenuntergrenze ist speziell für den Sichtflugverkehr wichtig.
Die Grenze von 6000 Metern schließt Cirren aus, da sie für den Flugverkehr nicht von Belang sind.
Meldungen der Hauptwolkenuntergrenze werden in Kurzform als standardisierte Meldung im METAR-Bericht für die jeweiligen Flugplätze veröffentlicht. Sie wird bei unvorhergesehener Änderung berichtigt (AMD korrigierter TAF).